# Radi Nedelchev
Radi Nedelchev ( 1 de abril de 1938) es un artista búlgaro fundamentalmente conocido como pintor del arte naïf. Sus pinturas representan mayoritariamente escenas de la vida y fiestas populares. 
Nedelchev nació en el pueblo de Ezerche, una comunidad mixta de cristianos y musulmanes a 50 km del puerto fluvial de Ruse del Danubio. Su familia era una familia de granjeros y artesanos populares, siendo su madre tejedora y su padre tallista de madera. Desde muy temprana edad Nedelchev demostró gran pasión por el dibujo. 
A los quince años, después de una pelea con su padre, Nedelchev se marcha de casa y huye a la costa del Mar Negro, donde tendrá variados empleos para sobrevivir. A los dieciocho años tendrá que cumplir con el servicio militar obligatorio de tres años de duración. Una vez terminado se inscribirá en una nueva escuela estatal de arte en Ruse donde conocerá al pintor Marko Monev con el que compartirá un estudio. 
En 1963 Nedelchev y Monev viajaron ampliamente por toda la Bulgaria rural, dibujando y pintando e intentando a la vez contactar con otros artistas mientras viajaban. Durante este periodo en Bulgaria las condiciones históricas de los campesinos estaban cambiando debido a un proceso de colectivización. Nedelchev y Monev se dieron cuenta de que estaban viendo desaparecer muchas costumbres y tradiciones. En 1964 ambos terminaron sus viajes en el Danubio, donde Nedelchev empezó a vivir y a pintar en el estudio del artista Trifon Nikolov. 
En 1966 Nedelchev empezó a exponer regularmente y en una de esas exposiciones conoce a su futura esposa, Mariya. En 1968 se casan y se mudan a Razgrad donde Nedelchev formara un sindicato local de artistas. En 1971 el arte de Nedelchev será descubierto fuera de Bulgaria donde, en Suiza, el crítico de arte y escritor Anatole Jakovsky le otorgara el premio especial en una competición mundial de arte naïve. Seguirán una serie de exposiciones y Nedelchev visitará Paris por primera vez, aunque las autoridades comunistas dejaron bien claro que aquella visita era un privilegio. 
De la misma forma, la falta de acceso a galerías occidentales profesionales y al mercado del arte impedirán a Nedelchev seguir el camino profesional de cualquier otro artista occidental. Aun así, el trabajo de Nedelchev se introducirá en muchas colecciones privadas y corporativas, así como en las manos de muchos embajadores y políticos extranjeros, por ejemplo la Krupp Corporation (alemana), el Baba Research Centre (de la India) y el ex primer ministro chino Li Peng. 
Radi Nedelchev es miembro del Sindicato de Artistas Búlgaros y también ostenta la Orden de Cirilo y Metodio de primera clase, el premio más alto en el arte y la cultura búlgaras. 

### Museos y exposiciones
- Septuagésima exposición del cumpleaños, casa del humor y Sátira, de abril el 1 de 2008, Gabrovo, Bulgaria
- Ministry of Culture, April 24th / 7th May 2008, Sofia, Bulgaria

- Datos: Q1394123
- Multimedia: Radi Nedelchev / Q1394123